# Андре Баїя
Андре Баїя (порт. André Bahia, нар. 24 листопада 1983, Ріо-де-Жанейро) — бразильський футболіст, захисник клубу «Сьонан Бельмаре».

## Ігрова кар'єра
Народився 24 листопада 1983 року в місті Ріо-де-Жанейро. Розпочав займатись футбол в школі Escolinha Júlio César, яку очолював колишній гравець "Фламенго, який і запросив 1994 року гравця до академії цього клубу.
У дорослому футболі дебютував 2001 року виступами за команду клубу «Фламенго», в якій провів чотири сезони, взявши участь у 81 матчі чемпіонату. Більшість часу, проведеного у складі «Фламенго», був основним гравцем захисту команди і виграв дві Ліги Каріока, а також Кубок чемпіонів Бразилії у 2001 році.
У першій половині сезону 2004 він втратив своє місце в першій команді «Фламенго» і був відданий в оренду на півтора місяця в «Палмейрас», але не зіграв жодного матчу за цей клуб. Після цього в жовтні 2004 року він підписав контракт з нідерландським «Феєнордом» про перехід у клуб з Роттердама в кінці року, де він провів наступні шість з половиною років. З нідерландським клубом він виграв Кубок Нідерландів один раз, зігравши більше 150 ігор за нього.
Влітку 2011 року Андре перейшов у турецький «Самсунспор». Провівши один сезон у складі цього клубу, він повернувся до Бразилії, де підписав контракт із «Ботафого», з яким виграл Лігу Каріока у 2013 році.
19 грудня 2014 року Андре перейшов у японський клуб «Сьонан Бельмаре». Станом на 18 липня 2018 року відіграв за команду з Хірацуки 110 матчів в національному чемпіонаті.

## Збірна
У складі збірної Бразилії став фіналістом Золотого кубка КОНКАКАФ 2003 року, втім за саму збірну так жодного матчу за всю кар'єру і не провів.

## Статистика виступів

### Статистика клубних виступів
| Сезон                       | Команда                     | Чемпіонат                   | Чемпіонат | Чемпіонат | Усього | Усього |
| Сезон                       | Команда                     | Campionato                  | Ігор      | Голів     | Ігор   | Голів  |
| --------------------------- | --------------------------- | --------------------------- | --------- | --------- | ------ | ------ |
| 2001                        | «Фламенго»                  | A                           | 10        | 1         | 10     | 1      |
| 2002                        | «Фламенго»                  | A                           | 22        | 0         | 22     | 0      |
| 2003                        | «Фламенго»                  | A                           | 28        | 1         | 28     | 1      |
| 2004                        | «Фламенго»                  | A                           | 21        | 1         | 21     | 1      |
| Усього за Flamengo          | Усього за Flamengo          | Усього за Flamengo          | 81        | 3         | 81     | 3      |
| 2004                        | «Палмейрас»                 | A                           | 0         | 0         | 0      | 0      |
| 2004–05                     | «Феєнорд»                   | E                           | 5         | 2         | 5      | 2      |
| 2005–06                     | «Феєнорд»                   | E                           | 34        | 3         | 34     | 3      |
| 2006–07                     | «Феєнорд»                   | E                           | 26        | 2         | 26     | 2      |
| 2007–08                     | «Феєнорд»                   | E                           | 29        | 3         | 29     | 3      |
| 2008–09                     | «Феєнорд»                   | E                           | 30        | 2         | 30     | 2      |
| 2009–10                     | «Феєнорд»                   | E                           | 32        | 3         | 32     | 3      |
| 2010–11                     | «Феєнорд»                   | E                           | 20        | 2         | 20     | 2      |
| Усього за «Феєнорд»         | Усього за «Феєнорд»         | Усього за «Феєнорд»         | 179       | 17        | 179    | 17     |
| 2011–12                     | «Самсунспор»                | СЛ                          | 29        | 0         | 29     | 0      |
| 2013                        | «Ботафогу»                  | A                           | 11        | 0         | 11     | 0      |
| 2014                        | «Ботафогу»                  | A                           | 25        | 1         | 25     | 1      |
| Усього за «Ботафогу»        | Усього за «Ботафогу»        | Усього за «Ботафогу»        | 36        | 1         | 36     | 1      |
| 2015                        | «Сьонан Бельмаре»           | J1                          | 30        | 0         | 30     | 0      |
| 2016-                       | «Сьонан Бельмаре»           | J1                          | 31        | 2         | 31     | 2      |
| Усього за «Сьонан Бельмаре» | Усього за «Сьонан Бельмаре» | Усього за «Сьонан Бельмаре» | 61        | 2         | 61     | 2      |
| Усього за кар'єру           | Усього за кар'єру           | Усього за кар'єру           | 386       | 23        | 386    | 23     |

## Досягнення
- Ліга Каріока (3): 2001, 2004, 2013
- Кубок чемпіонів Бразилії (1): 2001
- Срібний призер Золотого кубка КОНКАКАФ (1): 2003
- Кубок Нідерландів (1): 2007/08
- Володар Кубка Джей-ліги (1): 2018

## Особисте життя
Андре Баїя народився та виростав у районі Тіжука в Ріо-де-Жанейро. У нього чотири брати та одна сестра. Його батько був професійним боксером в одному з найлегших класів. Він був шестиразовим чемпіоном штату Ріо.
Після п'яти років вступів за «Феєнорд», Баїя отримав громадянство Нідерландів.